# Sportclub Potsdam
Lo Sportclub Potsdam è una società pallavolistica femminile tedesca con sede a Potsdam: milita nel campionato di 1. Bundesliga.

## Storia
Lo Sportclub Potsdam è stato fondato nel 1996, partecipando a campionati di carattere locale: nella stagione 2005-06 la squadra debutta nella 2. Bundesliga, dopo aver ottenuto la promozione. Nella stagione 2006-07 vince il campionato venendo promossa in 1. Bundesliga, ma la società decide di disputare nuovamente il campionato cadetto: nell'annata 2008-09, il primo posto in classifica, promuove il club di Potsdam nella massima divisione nazionale.
Nella stagione 2009-10 lo Sportclub Potsdam debutta in 1. Bundesliga; nella stagione 2022-23 si aggiudica il suo primo trofeo, ossia la Supercoppa tedesca.

## Rosa 2021-2022
| N° | Nome                 | Ruolo | Data di nascita   | Nazionalità sportiva |
| -- | -------------------- | ----- | ----------------- | -------------------- |
| 1  | Tatjana Bokan        | S     | 9 aprile 1988     | Montenegro           |
| 2  | Vanessa Agbortabi    | S     | 4 dicembre 1998   | Germania             |
| 3  | Natalie Wilczek      | C     | 9 marzo 2000      | Germania             |
| 5  | Maja Savić           | C     | 14 agosto 1993    | Serbia               |
| 6  | Lauren Page          | C     | 20 settembre 1996 | Stati Uniti          |
| 8  | Kōnstantina Vlachakī | S     | 8 maggio 1995     | Grecia               |
| 9  | Madison Lilley       | P     | 15 aprile 1999    | Stati Uniti          |
| 10 | Sarah van Aalen      | P     | 21 giugno 2000    | Paesi Bassi          |
| 13 | Anett Németh         | O     | 13 dicembre 1999  | Ungheria             |
| 14 | Anastasia Cekulaev   | C     | 1º luglio 2003    | Germania             |
| 15 | Aleksandra Jegdić    | L     | 9 ottobre 1994    | Serbia               |
| 17 | Laura Weihenmaier    | S     | 4 aprile 1991     | Germania             |
| 18 | Adela Helić          | O     | 24 febbraio 1990  | Serbia               |

## Palmarès
- Supercoppa tedesca: 1

2022